# Sigil
Sigil is een opensource-editor voor EPUB-documenten. Met dit programma kunnen e-boeken (elektronische boeken) worden gemaakt en gewijzigd. Het doel van het project is om een gebruiksvriendelijke editor voor EPUB-documenten beschikbaar te stellen. Het programma geeft volledige controle over de broncode, maar vereist wel dat de gebruiker kennis heeft van HTML en CSS. Het programma is beschikbaar voor Windows, Mac OS X en Linux.

## Ontwikkeling
Sigil werd in 2009 ontwikkeld door Strahinja Marković als onderdeel van een scriptie over het schoolvak informatica, die hij later voortzette in zijn bachelor- en masterscriptie. Van juli 2011 tot juni 2015 nam John Schember, een van de ontwikkelaars van Calibre, het Sigil-project over. Kevin Hendricks begeleidt het project sinds september 2014 en Hendricks en Doug Massay zijn sinds juni 2015 de nieuwe beheerders van Sigil.
Sinds Sigil 0.9.15 wordt alleen het bewerken van HTML-broncode ondersteund. Sigil's interne wysiwyg-component is als los programma afgesplitst onder de naam PageEdit en kan via de voorkeuren worden toegevoegd als XHTML-editor.

## Kenmerken
- Volledige ondersteuning van de EPUB-specificatie EPUB 2 en EPUB 3.
- Volledig uitgeruste editor voor metagegevens.
- Ondersteuning voor de afbeeldingsformaten JPG, GIF, PNG en SVG.
- Importeren van TXT- , HTML- en EPUB-gegevens.
- Volledige ondersteuning van de Unicode-tekenset.
- Ondersteuning van reguliere expressies voor zoeken en vervangen.
- Als plug-in kan een EPUB-validatietool (FlightCrew) worden toegevoegd die aanvullende informatie biedt over ontbrekende metagegevens, ongebruikte afbeeldingen en soortgelijke functies.
- Er kunnen hyperlinks worden gemaakt.
- Het programma is vrijwel volledig in het Nederlands vertaald.
- In Sigil kan een externe XHTML-editor, zoals PageEdit, worden geïntegreerd voor wysiwyg-bewerking.